# Вулиця Величковського (Львів)
Вулиця Величко́вського — вулиця у Шевченківському районі міста Львова, в мікрорайоні Рясне-2. Пролягає від вулиці Шевченка до кінця забудови. Є єдиною вулицею мікрорайону.

## Історія
Вулиця виникла наприкінці 1980-х років при будівництві мікрорайону Рясне-2, як частина вулиці Шевченка (на деяких будинках ще збереглася стара нумерація). Сучасну назву отримала у 1992 році, на честь українського письменника, поета, священика Івана Величковського.

## Забудова
Забудова вулиці Величковського — житлові п'яти-, дев'яти- та десятиповерхові будинки 1980-х—2020-х років.
№ 1 — церква Пресвятої Євхаристії УГКЦ, зведена у 2000-х роках (архітектори Григорій Калінін та Іван Коваленко). Поряд розташований храм святих Йова та Амфілохія Почаївських (ПЦУ).
№ 12 — будівля колишнього дитячого садку № 184, збудованого коштом заводу «Львівсільмаш» у 1990 році для дітей працівників підприємства. Від 2000 року був закритий. Відновив роботу у 2009 році як дошкільний навчальний заклад «Лісова казка» Львівської міської ради Львівської області.
№ 13 — церква Покрови Пресвятої Богородиці (ПЦУ).
№ 18 — тут розпочалося будівництво великого спортивного майданчика, який матиме: футбольне та баскетбольне поля.
№ 30а — амбулаторія сімейної медицини № 1 комунального некомерційного підприємства «3-я міська клінічна лікарня м. Львова».
№ 38 — відділення поштового зв'язку АТ № 2 «Укрпошта».
№ 58 — Львівська середня загальноосвітня школа № 100. При школі діє філія львівської державної музичної школи № 7, що розташована на вулиці Івасюка, 27 у Брюховичах. 13 жовтня 2015 року на фасаді навчального закладу відкрито меморіальну таблицю його випускнику Юрію Нагорному.

## Світлини

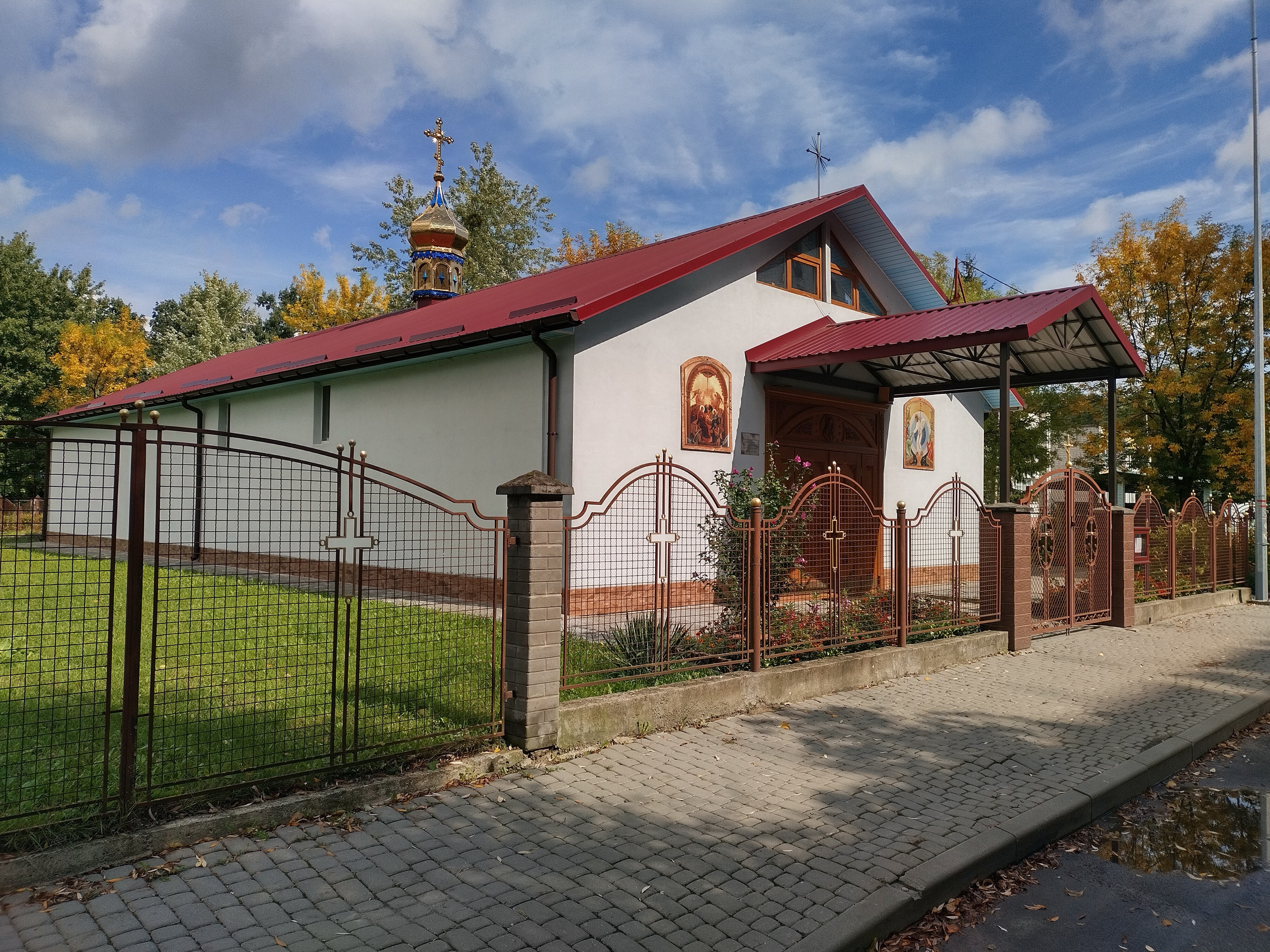
Церква Покрови Пресвятої Богородиці
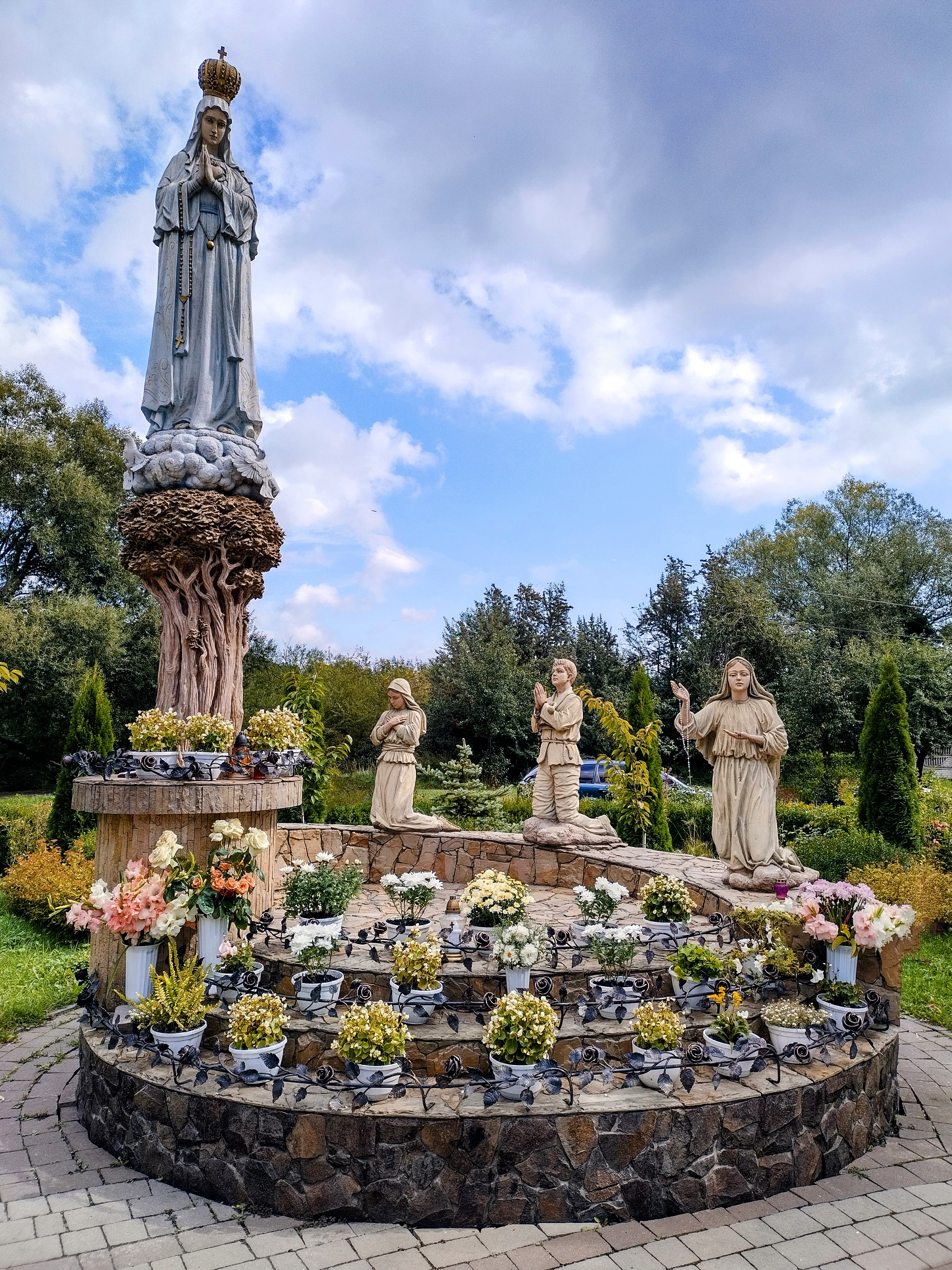
Меморіал Діви Марії